# Charles Roger Alan Swynnerton
Charles Roger Alan Swynnerton, britanski general, * 1901, † 1973.